# Marie Ševčíková
Marie Ševčíková (20. listopadu 1947 – 28. června 2010) byla československá a dánská fotbalistka, která hrála v útoku na pravém křídle. V roce 1969 získala s týmem Dánska stříbrné medaile na mistrovství Evropy a v roce 1970 vyhrála se stejným týmem mistrovství světa. Jako vůbec první fotbalistka z Československa získala Ševčíková v srpnu 1969 nabídku na působení v nejvyšší italské ligové soutěži.

## Klubová kariéra
S fotbalem začala na podzim 1966 ve Slavii Praha, aby s týmem hned na konci října stejného roku vyhrála 1. ročník turnaje O srdce Mladého světa. Slávistky svůj triumf na turnaji zopakovaly také o rok později. Tým Slavie šel od vítězství k vítězství nejen doma, ale také v zahraničí. V červenci 1967 vyhrál v Itálii turnaj Torneo di Riccione, ve kterém postupně porazil týmy A.C.F. Fiorentina Elettroplaid, Bologna C.F. a A.C.F. Ambrosiana SNIA. V červnu a červenci 1968 Slavia dvakrát porazila také dánský tým Femina BK (2:0, 3:2).
Po invazi vojsk Varšavské smlouvy v srpnu 1968 se Ševčíková společně s další spoluhráčkou ze Slavie Janou Mandíkovou rozhodla opustit Československo a požádaly o politický azyl v Dánsku. Obě začaly hrát za klub Femina BK, který je dobře znal z nedávných přátelských zápasů. V červenci 1969 odehrál dánský klub několik přátelských utkání v Itálii, během kterých oslnila Ševčíková svými výkony natolik, že ji přední italský klub Real Torino nabídl profesionální smlouvu. Z angažmá Ševčíkové ale nakonec sešlo, když se s klubem nedohodla na výši odměny. 
Ševčíková se vrátila zpět do Dánska, kde opět hrála za klub Femina BK. Z hledáčku italských klubů ale nezmizela, a tak v květnu 1971 opět odchází do Itálie, kde začíná hrát za prvoligový klub ACF Elettroplaid Fiorentina. V jeho barvách se ten samý rok dostane až do finále italského poháru, ve kterém ale nestačí na ACF Roma (0:1). Ševčíková působí ve Fiorentině až do roku 1972. Na rok odchází hrát a trénovat do nedalekého klubu GS Casabella Perignano, který působí v druhé nejvyšší italské soutěži. V roce 1974 se Ševčíková vrací znovu zpět do klubu Femina BK, kde první rok působí zároveň jako trenérka. V roce 1975 získává s týmem mistrovský titul.

## Reprezentační kariéra
Na přelomu 60. a 70. let klub Femina BK, za který tehdy hrály i Ševčíková s Mandíkovou, reprezentoval Dánsko na prvním evropském a světovém šampionátu. Na mistrovství Evropy, které se konalo v roce 1969 v Itálii, se Dánsko probojovalo až do finále, kde po prohře s domácí Itálií získalo stříbrné medaile. Se stejným týmem získaly Ševčíková s Mandíkovou v červenci 1970 v Itálii titul mistryň světa. Ve finále Dánsko porazilo Itálii 2:0, když Ševčíková vsítila rozhodující gól krásnou střelou z dálky dvě minuty před koncem. Když se o rok později konalo další mistrovství světa v Mexiku, rozhodlo se Dánsko už sestavit výběr ze všech dánských klubů a pouze z hráček s dánským občanstvím. Ševčíková s Mandíkovou, které tehdy ještě stále byly československými občankami, tak o účast na turnaji tentokrát přišly.

## Tenisová kariéra
Marie Ševčíková se začala věnovat tenisu už v Rokycanech, tehdy ještě před tím, než ji v září 1966 v Praze pozval trenér Vilém Marzin hrát fotbal za Slavii Praha. Ševčíková působila v klubu Kovo Rokycany, ve kterém se v dorosteneckém věku dokázala probojovat až mezi třicet nejlepších tenistek v celé zemi. S tenisem pokračuje i po svém příchodu v roce 1966 do Prahy, když hraje za klub TJ Motorlet (dnes 1. ČLTK Praha). Ševčíková se tenisu aktivně věnuje i po svém odchodu do zahraničí, a to jak v Dánsku, tak i Itálii. Po skončení profesionální fotbalové kariéry v roce 1975 působí v dánském Rødovre Tennisklub, za který v té době hraje také Henrik Klitvad, pozdější předseda Dánského tenisového svazu. Na kurtech nastupuje také proti Anne-Mette Sørensen, vítězce 26 dánských národních mistrovství a v letech 1972-82 reprezentantce Dánska ve Fed Cupu, kde po konci své kariéry působila až do roku 1991 jako nehrající kapitánka.  

## Osobní život
Ševčíková se narodila v zemědělské osadě Lobzy u Ošelína (německy Labes), okres Tachov, kam její rodiče přišli krátce po válce po odsunu původního německého obyvatelstva. Po několika letech se ale celá rodina odstěhovala do Rokycan. Po invazi vojsk Varšavské smlouvy v srpnu 1968 Ševčíková odchází do Dánska, kde po čase také získává tamní státní občanství. I když se fotbalu věnovala profesionálně, musela současně chodit také do zaměstnání. V Praze pracovala ve společnosti Motorlet, v Kodani nejprve ve společnosti A. M. Hirschsprung & Sønner na výrobu doutníků a potom u tamního zastoupení britského výrobce fotografických materiálů Ilford Photo. S výjimkou působení v Itálii (1971-1973) žila Marie Ševčíková v Dánsku až do své smrti v roce 2010. Do své rodné vlasti se vracela pouze na krátké, několikadenní návštěvy. Na podzim 1968 odešel z Československa také bratr Petr. Nejprve do Spolkové republiky Německo a potom do Kanady a USA. Na rozdíl od své sestry se ale v lednu 1972 vrátil zpět. Ihned po příjezdu byl zatčen a tehdejším komunistickým režimem odsouzen na 18 měsíců za opuštění republiky. Petr Ševčík byl režimem pronásledován i po svém propuštění. Zemřel v roce 2013.